# The Origins of Monstrosity
«The Origins of Monstrosity» es el sexto episodio de la segunda temporada de la serie de televisión antólogica American Horror Story, se estrenó el 21 de noviembre de 2012 por el canal estadounidense de cable FX. Fue escrito por Ryan Murphy, y dirigido por David Semel.
En este episodio, una llamada al 911 dirige a la policía al asilo en la actualidad. Mientras que en el pasado, la pequeña Jenny Reynolds (Nikki Hahn) se convierte en una nueva paciente después de que su madre (Amy Farrington) cree que ha matado a alguien. La Hermana Jude finalmente obtiene evidencia del horrible pasado del Dr. Arden, pero pone en juego su carrera y la vida de alguien, al mismo tiempo que Arden, el Monseñor Howard y la Hermana Mary Eunice forman indirectamente una alianza malvada. Mientras, Lana sigue siendo rehén del Dr. Thredson.

## Trama

### 2012
Una persona que llama al 911 y le dice a la despachadora que envíe a la policía a Briarcliff. Él dice ser el verdadero Bloody Face y que los asesinados eran impostores. La policía llega para encontrar los cadáveres de Devon, Cooper y Joey amarrados por cables al techo y a la escalera.
La policía investiga Briarcliff, rastrean el auto de Leo e identifican su cadáver y el brazo cortado, pero Teresa está desaparecida. Suena el teléfono iPhone de Teresa (todavía sostenido en la mano del brazo cortado de Leo) y la voz del otro lado le dice al detective John Grayson que solo mató a los impostores y que él es el verdadero Bloody Face.
Teresa se encuentra atada sobre la "mesa de juegos" de Bloody Face.

### 1962
El Monseñor Howard (conocido en ese momento como el Padre Howard) recorre la nueva adquisición de la iglesia, el Centro de Tuberculosis Briarcliff. Se encuentra con el médico supervisor, el Dr. Arthur Arden y, mientras sacan el cuerpo de una enfermera que sucumbió a la tuberculosis, Arden le describe su investigación sobre una droga que aumenta la inmunidad y hace un acuerdo con Howard sobre conseguir sujetos de prueba vivos.

### 1964
La pequeña Jenny Reynolds es llevada por su madre a Briarcliff. La madre le dice a Hermana Jude que quiere dejar a Jenny internada allí, ya que cree que mató a una de sus amigas mientras jugaban en el bosque, apuñalándola con unas tijeras, a pesar de que Jenny le dijo a la policía que era un hombre alto, barbudo y con una chaqueta marrón. La Hermana Jude se niega ya que en Briarcliff no hay un pabellón infantil.
Lana despierta en la sala de juegos de Thredson, donde la han colocado en una cama rodeada de efectos personales de su hogar. Al principio, no se da cuenta de que no está en casa, pero la voz de Thredson la despierta. Él está cocinando un sándwich de jamón y queso con sopa de tomate, lo que él llama el "platillo perfecta para mamá". Él explica que creció en un orfanato, intacto y sin amor, abandonado por su propia madre. Ella intenta simpatizar con él, por lo que expresa su agradecimiento por la comida y luego le dice que también se sintió abandonada en Briarcliff. Él se pone contento y dice que tenía razón sobre ella, que ella es "la indicada". 
Él le cuenta su tiempo en la escuela de medicina y cómo fantaseó al ver el cadáver de "su madre". Sabía que no era realmente ella, pero usó el cadáver para satisfacer su necesidad de contacto físico, aunque estaba consternado por el olor a formaldehído y la sensación de la piel fría. Luego describe el secuestro y desollamiento de una mujer viva (Donna Burton, el primer asesinato atribuido a Bloody Face), pero cuando Lana se espanta al oírlo, él la consuela y le dice que todo eso quedó en el pasado ya que ella es su nueva "mami".
Sam Goodman, el cazador nazi, llama a la Hermana Jude para decirle que Charlotte Brown tenía razón después de todo acerca de Arden, incluso si realmente estaba delirando. Le explica que necesitará una huella digital de Arden para probar que él es Hans Grüper. La Hermana Jude cuelga la llamada y se encuentra con Jenny, quien explica que su madre la dejó abandonada en Briarcliff.
El Monseñor Howard es llamado para realizar los últimos ritos a una paciente con tuberculosis. Cuando llega, reconoce que en realidad es Shelley, cubierta de lesiones corporales y faciales. Howard la estrangula con un rosario para proteger a Arden y a sí mismo y, al regresar a Briarcliff, se enfrenta al médico por el monstruoso abuso que hizo con Shelley. Arden argumenta que sus sujetos experimentales son la siguiente etapa en la evolución humana. Luego le presenta a su nuevo sujeto de prueba, Spivey, quien, según Arden, ahora puede sobrevivir a un ataque nuclear. Howard está disgustado y amenaza con exponer todo, pero Arden dice que tal revelación hará público todos los secretos oscuros de Briarcliff (experimentos humanos que Howard sabía) y luego le dice a Howard que ambos tienen un enemigo en común.
La Hermana Mary Eunice está cortando hierbas en la cocina, observada por Jenny. La Hermana le pregunta a Josie si ella mató a su amiga Josie, Jenny lo niega, pero la Hermana le dice que sabe que ella sí lo hizo, Jenny le pregunta cómo lo sabe, a lo que la Hermana responde "Lo sé todo, soy el Diablo", pero le dice que no se arrepienta ya que Josie se lo merecía. Luego le cuenta a Jenny que cuando era joven todo lo que quería era caerle bien a la gente, pero que ella era "la víctima de todos".
El Monseñor Howard entra en la oficina de la Hermana Jude y le dice que la ha transferido a un hogar para niñas rebeldes en Pittsburgh, ella culpa a Dr. Arden por orquestar la situación. Él le dice que el Dr. Arden no tuvo nada que ver y que empiece a empacar sus cosas, ya que su avión saldrá el viernes por la mañana.
La Hermana Mary Eunice va a la habitación de la Hermana Jude para informarle que Jenny ha sido recogida y llevada por su madre, pero en cambio la encuentra empacando y esta le explica que se va de Briarcliff. Ella le pide a la Hermana Mary Eunice que traiga dos copas y la botella de coñac que guarda en la cocina.
Kit llama a Thredson desde la cárcel, usando su única llamada telefónica. Kit lo acusa de manipularlo para hacer que confiese. Thredson le dice que debe afrontar las consecuencias de sus (supuestas) acciones. Mientras hablan, Lana trata de cortar la cadena a la que está atada. Thredson enfurece y corta la llamada después de que Kit le dice que es un mentiroso y un bastardo. Él vuelve a entrar en la sala de juegos y descubre que Lana intentaba escapar. Él la golpea y sujeta sus muñecas. Le dice que la matará por tratar de abandonarlo, luego se pone la máscara de Bloody Face y agarra un bisturí, diciendo que está decepcionado de que la gente no pueda cumplir con sus expectativas.
Sam Goodman llama a Briarcliff, la Hermana Mary Eunice es quien contesta y se hace pasar por la Hermana Jude.
La Hermana Jude obtiene las huellas digitales de Arden en una copa de vidrio, después de que le sirve un trago a este último para celebrar el hecho de "haberla vencido".
La Hermana Mary Eunice va al hotel para encontrarse con Sam Goodman. Él le pregunta si Hermana Jude la envió, pero ella dice que ella no sabe que está ahí. La Hermana Jude luego llega con la copa de vidrio con las huellas digitales de Arden, pero encuentra a Sam en el suelo y cortado en el cuello con un trozo de un espejo roto. Con dificultad para respirar, él le dice que una de sus monjas lo hizo.
La Hermana Mary Eunice le da a Arden el archivo que Goodman tenía de él. Ella le dice que ha escondido una parte del archivo como un seguro si él la traiciona. Él se enfurece por tener que ocultar esa vida solitaria, y cuestiona los motivos de ella para protegerlo. Ella dice que este es el comienzo de una era completamente nueva, que él debería confiarle su alma y que todo saldrá bien.
Jenny mata a su hermano, hermana y a su madre, y nuevamente le dice a la policía que fue el hombre alto barbudo y con chaqueta marrón.
Thredson le admite a Lana que él la observó, antes de que vaya a Briarcliff, cuando ella le dijo a un periodista que quería escribir sobre los orígenes de la monstruosidad de Kit. Él está a punto de cortarla, y ella trata de tranquilizarlo diciéndole que "el amor de una madre es incondicional" y que él es "su bebé". Él se da cuenta de su error y se quita la máscara, luego le dice que "el bebé quiere calostro" y ella solloza.

## Recepción
«The Origins of Monstrosity» fue visto por 1.89 millones de televidentes y recibió una calificación adulta 18-49 de 0.9, marcando los números más bajos de la serie, hasta el episodio «She Gets Revenge» de la quinta temporada.
Rotten Tomatoes informa un índice de aprobación del 91%, basado en 11 reseñas. El consenso crítico dice: "«The Origins of Monstrosity» no es tan fascinante como su predecesor, sin embargo, varias maquinaciones de la trama sirven para llenar los vacíos". Joey DeAngelis de The Huffington Post pensó que el episodio era de alta calidad y lo llamó "mi episodio favorito de la temporada (o tal vez incluso de la serie)". Luego elogió muchos aspectos del episodio, incluido el elenco, diciendo: "Desde el episodio uno, el programa se ha construido sobre estos personajes femeninos fuertes. No importa si están luchando por el bien o el mal. Lily Rabe, Jessica Lange y Sarah Paulson están en una liga propia". Geoff Berkshire de Zap2it calificó el episodio como "excesivamente hablador ... y no tan convincente como el resto de la temporada hasta ahora". Emily VanDerWerff de The A.V. Club declaró: "Lo que es decepcionante es que «The Origins of Monstrosity» es un episodio aburrido e indiferente. Es fácilmente el episodio más aburrido de esta temporada, y pasa mucho tiempo ofreciendo historias de origen para personajes que ya las tuvieron o que particularmente no las necesitan".